# Deutzia
Deutzia es un género perteneciente a la familia Hydrangeaceae. Es originario del este y central Asia (desde el Himalaya este a Japón y Filipinas), América Central y también de Europa. Comprende 152 especies descritas y   de estas, 72 aceptadas.

## Descripción
Son arbustos que alcanzan desde 1 hasta 4 m de altura. La mayoría son caducifolios, aunque hay una especie subtropical con hojas perennes. Las hojas son opuestas, simples, con el margen serrado . Las flores se producen en panículas o corimbos, y son de color blanco en la mayoría de las especies, a veces de color rosado o rojizo. El fruto es una cápsula seca que contiene numerosas  semillas pequeñas. La identificación de las especies es muy difícil, requiriendo a menudo detalles microscópicos de los pelos de las hojas y de la estructura de la cápsula de semillas.

## Distribución
Es nativa del este y centro de Asia (desde el Himalaya este a Japón y Filipinas),  América Central y también de Europa . Con mucho, la mayor diversidad de especies se encuentra en China, donde se encuentran 50 especies.

## Taxonomía
El género fue descrito por Carl Peter Thunberg y publicado en Flora Japonica, 185 en el año 1784.

## Especies aceptadas
A continuación se brinda un listado de las especies del género Deutzia aceptadas hasta mayo de 2014, ordenadas alfabéticamente. Para cada una se indica el nombre binomial seguido del autor, abreviado según las convenciones y usos. 
| - Deutzia albida Batalin - Deutzia aspera Rehder - Deutzia baroniana Diels - Deutzia bhutanensis Zaik. - Deutzia bomiensis S.M.Hwang - Deutzia breviloba S.M.Hwang - Deutzia bungoensis Hatus. - Deutzia calycosa Rehder - Deutzia cinerascens Rehder - Deutzia compacta Craib – - Deutzia coriacea Rehder - Deutzia corymbosa R.Br. ex G.Don – - Deutzia crassidentata S.M.Hwang - Deutzia crassifolia Rehder - Deutzia crenata Siebold & Zucc. - Deutzia cymuligera S.M.Hwang - Deutzia discolor Hemsl. - Deutzia esquirolii (H.Lév.) Rehder - Deutzia faberi Rehder - Deutzia floribunda Nakai - Deutzia glabrata Kom. - Deutzia glauca W.C.Cheng - Deutzia glaucophylla S.M.Hwang - Deutzia glomeruliflora Franch. - Deutzia gracilis Siebold & Zucc. - Deutzia grandiflora Bunge - Deutzia hatusimae H.Ohba, L.M.Niu & Minamit. - Deutzia henryi Rehder - Deutzia heterophylla S.M.Hwang - Deutzia hookeriana (C.K.Schneid.) Airy Shaw - Deutzia hypoglauca Rehder - Deutzia longifolia Franch. - Deutzia macrantha Hook.f. & Thomson - Deutzia maximowicziana Makino - Deutzia mexicana Hemsl. - Deutzia mollis Duthie | - Deutzia monbeigii W.W.Sm. - Deutzia muliensis S.M.Hwang - Deutzia multiradiata W.T.Wang - Deutzia nanchuanensis W.T.Wang - Deutzia naseana Nakai - Deutzia ningpoensis Rehder – - Deutzia oaxacana Zaik. - Deutzia obtusilobata S.M.Hwang - Deutzia occidentalis Standl. - Deutzia ogatai Koidz. - Deutzia ovalis Fedde - Deutzia paniculata Nakai - Deutzia parviflora Bunge - Deutzia pilosa Rehder - Deutzia pringlei C.K.Schneid. - Deutzia pulchra S.Vidal - Deutzia purpurascens (Franch. ex L.Henry) Rehder - Deutzia rehderiana C.K.Schneid. - Deutzia rubens Rehder - Deutzia scabra Thunb. - Deutzia schneideriana Rehder - Deutzia setchuenensis Franch. - Deutzia setifera Zaik. - Deutzia silvestrii Pamp. - Deutzia squamosa S.M.Hwang - Deutzia staminea R.Br. ex Wall. - Deutzia subulata Hand.-Mazz. - Deutzia taibaiensis W.T.Wang ex S.M.Hwang - Deutzia taiwanensis (Maxim.) C.K.Schneid. - Deutzia uniflora Shirai - Deutzia wardiana Zaik. - Deutzia yaeyamensis Ohwi - Deutzia yunnanensis S.M.Hwang - Deutzia zentaroana Nakai - Deutzia zhongdianensis S.M.Hwang |